# Marcos Tavares
Marcos Magno Morales Tavares, brazilski nogometaš, * 30. marec 1984, Porto Alegre, Brazilija.
Tavares je upokojeni brazilski nogometaš in je nazadnje igral za NK Maribor v 1. SNL. Igral je tudi za mlajše selekcije brazilske nogometne reprezentance. Leta 2013 je prejel slovensko državljanstvo.
Kot je po navadi v Braziliji, se je tudi Tavares prvih nogometnih veščin naučil na ulici. Preden je začel s profesionalno kariero, je šel skozi nogometni šoli Gremia in Internacionala v rodnem Porto Alegru. V želji po hitrejšem razvoju je odšel v Malezijo, kjer je v sezoni 2002/2003 igral za ekipo Kedah FA. Po tej sezoni se je Tavares vrnil v Brazilijo, kjer je zaigral za Clube Atlético Paranaense. Po eni sezoni se je ponovno vrnil v Malezijo k Kedah FA, s katerim je postal državni prvak, Tavares pa je bil prvi strelec ekipe s 25 zadetki.
Po letu in pol v Kedah FA ga je opazil Roberto de Assis Moreira (brat slovitega brazilskega nogometaša Ronaldinha), lastnik Porto Alegre Futebol Clube in ga pripeljal v svoj klub. Čeprav je dosegel nekaj zadetkov, je bila konkurenca v klubu preprosto prevelika in premočna, Malezijska liga pa premalo poznana s strani nogometnega sveta, zato se je odločil, da svojo nogometno pot nadaljuje v Evropi. Tako je odšel v ciperski APOEL FC. Kmalu po prihodu je zadel na nekaj tekmah Ciperskega pokala, v prvenstvu pa je zaigral le na 4 tekmah, na katerih ni dosegel zadetka. Ker sodelovanje med ciperskim klubom in igralcem ni bilo na pričakovani ravni, je Tavares klub januarja 2008 zapustil.
V času, ko je igral na Cipru, je spoznal Niltona Fernandesa, ki ga je predstavil Zlatku Zahoviču, športnemu direktorju NK Maribora. Nova sezona v slovenskem prvenstvu se je hitro približevala in Tavares je imel le eno priložnost, da prepriča Zahoviča. Tavares jo je dobro izkoristil in kmalu podpisal pogodbo z NK Maribor.
Tavares se je v Sloveniji dobro znašel in v sezoni 2008/2009 postal državni prvak z Mariborom. Bil je tudi prvi strelec kluba ter drugi strelec lige v tej sezoni. Dosegel je 15 zadetkov in bil zaradi svojega tehničnega znanja, kvalitete ter discipline razglašen za najboljšega igralca v slovenski Prvi ligi v sezoni 2008/2009. Prav tako je tega leta prejel naziv Guest Star 2008 na področju športa, nagrado za najbolj prepoznavno tujo osebnost v Sloveniji. V sezoni 2009/2010 je Maribor postal slovenski pokalni prvak, Tavares pa v finalni tekmi dosegel dva zadetka.
V sezoni 2010/2011 je Tavares odlično igral v kvalifikacijah za Ligo Evropa ter dosegel 4 zadetke, a je Maribor vseeno ostal na zadnji stopnički pred uvrstitvijo v Ligo Evropa.
V sezoni 2010/2011 je Tavares postal prvi strelec prve slovenske lige in bil med najbolj zasluženimi za mariborsko deveto šampijonsko zvezdico.
Navijači in soigralci so mu nadeli vzdevek Tava, kar se navezuje na njegov priimek.
Marcos Tavares je bil tudi kapetan ekipe iz Maribora velik ljubljenec mariborskih navijačev in legenda kluba.
Svoje življenje je posvetil v vero v Boga in ustanovil društvo "Jezus je pot". Prav iste besede ga poganjajo naprej še danes. Bori se za svojo družino, vero in prijatelje.
Tudi njegov sin Marcos Tavares mlajši je nogometaš.